# Phallaria
Phallaria là một chi bướm đêm thuộc họ Geometridae.